# Oribatella mahani
Oribatella mahani är en kvalsterart som beskrevs av Pérez-Íñigo och Peña 1996. Oribatella mahani ingår i släktet Oribatella och familjen Oribatellidae. Inga underarter finns listade i Catalogue of Life.